# 世界病者の日

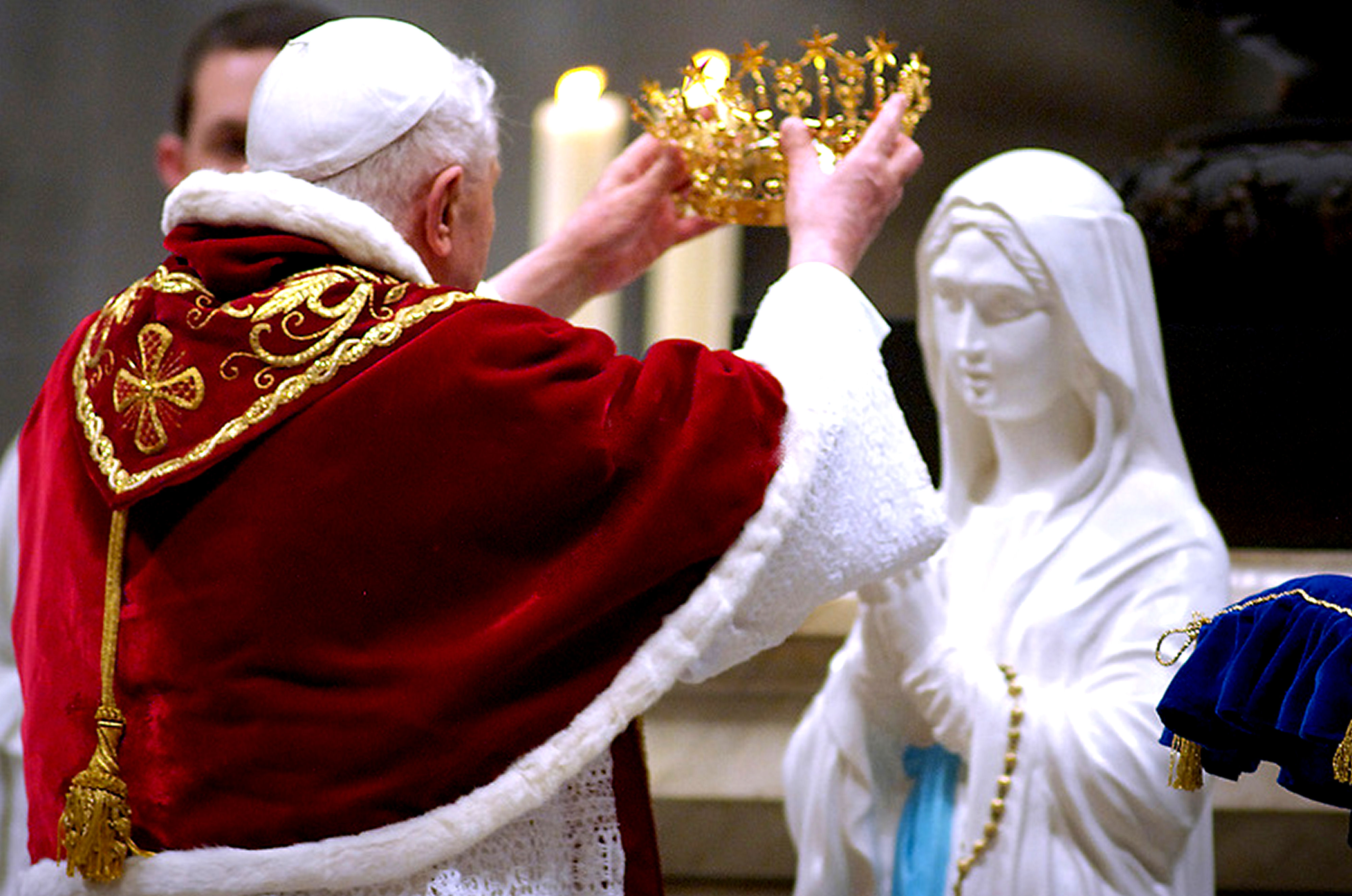
世界病者の日の巡礼者の為に伴う贖宥状の為にルルドの女性の日に戴冠するベネディクト6世。2007年2月11日。サン・ピエトロ大聖堂

世界病者の日（せかいびょうしゃのひ）は、ヨハネ・パウロ2世により1992年5月13日に制定されたカトリック教会の祭日である。1993年2月11日に始まり、ルルドの女性の日の記念に毎年祝い、全ての信者の為に礼拝と共有や受難の提供の「特別な時」であることを願う日である。

## 歴史
ヨハネ・パウロ2世は結局は後に公表することになるように1991年頃にはパーキンソン病を患っていて、診断後僅か1年で世界病者の日を創ることは、意義深いことであった。教皇は苦しみの原理について多く書いていて、聖職者の手紙Salvifici Dolorisで示したようにキリストを通じた非常に多くの補う過程であると考えた。
ルルドへの多くの巡礼や訪問者が「祝福された処女」の代祷により癒やされている為にルルドの祝祭日が選ばれた。教皇はレバノンのハリッサの聖域が大いに気に入ってもいた。
2005年、世界病者の日はヨハネ・パウロが敗血症で死亡した年であった為に特に重要であった。多くの人が死んだ教皇の周りに集まった。
2013年、ベネディクト16世はこの年の祝祭日に辞任を発表し、引退の理由として衰える健康状態をあげた。

## 参照
1. ↑  この行事は教会法上の戴冠（英語版）の儀式でもロザリオのバジリカの像の再戴冠でもない。
2. ↑  1993 Message
3. ↑  Disabled World